# كأس ديفيز 2003
كأس ديفيز 2003 هو الموسم 92 من  كأس ديفيز. أقيم خلال الفترة 7 فبراير 2003 وحتى 30 نوفمبر 2003، وفاز فيه منتخب أستراليا لكأس ديفيز.